# Чула-вамса
Чула-вамса (пали Cūḷavaṃsa — «Меньшая хроника») — историческая хроника царей Шри-Ланки, написанная на языке пали. Она охватывает период с IV века н. э. до 1815 года (по другим данным, до XVIII века).
Чула-вамса была составлена буддийскими монахами, имеющими сингальское происхождение. В основном, она считается продолжением «Маха-вамсы» (пали «Большая хроника»), написанной в VI веке монахом по имени Маханама. Иногда эти две хроники рассматриваются в единстве, как работа, покрывающая более двух тысячелетий истории Шри-Ланки.
Чула-вамса делится на три части.
Первая часть начинается с прибытия на остров в IV веке буддийской святыни, а именно зуба Будды Гаутамы, основателя буддизма, и продолжается вплоть до правления царя Параккамабаху Великого (1153—1186). Хотя авторство первой части традиционно приписывается монаху Дхаммакитти, многие историки считают, что работа носит коллективный характер и написана несколькими монахами.
Вторая часть охватывает историю Шри-Ланки от правления царя Виджаябаху II до Параккамабаху IV (1302—1332). Авторство этой части не установлено. 
Третья часть хроники, автором которой считается Тиботтуваве Сумангала, продолжает историю Шри-Ланки до правления царя по имени Китти-Сихи-Раджасиха (1767—1782), последнего независимого правителя острова. Позднее была добавлена заключительная глава, доведшая изложение вплоть до 1815 года, то есть до присоединения Шри-Ланки к Британской империи. Её автором считается Хиккадуве Сири-Сумангала.
В 1929 году издательством Oxford University Press был выпущен перевод Чула-вамсы на английский язык, сделанный К. М. Рикмерсом. Перевод хроники на немецкий язык был закончен в 1930 году Вильгельмом Гейгером.